# 刘讷 (西晋)
劉訥（？—？），或作劉納，字令言，彭城郡彭城縣叢亭里人，西晉官員，官至司隸校尉。劉茂五世孫。

## 事蹟
史稱劉訥善於識人，有「人倫鑑識」美稱，史載他在洛陽見諸名士而歎曰：“王夷甫太鮮明（精明），樂彥輔我所敬，張茂先我所不解，周弘武巧於用短，杜方叔拙於用長”，與勃海石崇、吳國陸機、吳國陸雲、勃海歐陽建、中山劉琨、中山劉輿、滎陽潘岳、蘭陵繆徵、京兆杜斌、京兆摯虞、琅邪諸葛詮、弘農王粹、襄城杜育、南陽鄒捷、齊國左思、清河崔基、沛國劉瓌、汝南和郁、汝南周恢、安平牽秀、潁川陳眕、太原郭彰、高陽許猛等有往來，號稱“二十四友”。

## 子孫
- 劉松，劉疇兄，成皋縣令
  - 劉劭[3]
- 劉疇，字王喬[4]